# 382P/Larson
382P/Larson è una cometa periodica appartenente alla famiglia delle comete gioviane; la cometa è stata scoperta il 4 settembre 2007, la sua riscoperta il 29 maggio 2019 ha permesso di numerarla. La cometa ha una MOID relativamente piccola col pianeta Giove di 0,468 ua, in passato era ancora più piccola tanto da aver permesso il 10 agosto 1964 un passaggio ravvicinato tra i due corpi celesti di sole 0,449 ua.